# Canton de Baïgura et Mondarrain
Le canton de Baïgura et Mondarrain est une circonscription électorale française du département des Pyrénées-Atlantiques.

## Histoire
Un nouveau découpage territorial des Pyrénées-Atlantiques entre en vigueur à l'occasion des élections départementales de 2015. Il est défini par le décret du 25 février 2014, en application des lois du 17 mai 2013 (loi organique 2013-402 et loi 2013-403). Les conseillers départementaux sont, à compter de ces élections, élus au scrutin majoritaire binominal mixte. Les électeurs de chaque canton élisent au Conseil départemental, nouvelle appellation du Conseil général, deux membres de sexe différent, qui se présentent en binôme de candidats. Les conseillers départementaux sont élus pour 6 ans au scrutin binominal majoritaire à deux tours, l'accès au second tour nécessitant 12,5 % des inscrits au 1er tour. En outre la totalité des conseillers départementaux est renouvelée. Ce nouveau mode de scrutin nécessite un redécoupage des cantons dont le nombre est divisé par deux avec arrondi à l'unité impaire supérieure si ce nombre n'est pas entier impair, assorti de conditions de seuils minimaux. Dans les Pyrénées-Atlantiques, le nombre de cantons passe ainsi de 52 à 27.
Le canton de Baïgura et Mondarrain est formé de communes des anciens cantons d'Espelette (5 communes), d'Ustaritz (3 communes) et d'Hasparren (2 communes). Il est entièrement inclus dans l'arrondissement de Bayonne. Le bureau centralisateur est situé à Cambo-les-Bains.

## Représentation
| Période élective | Période élective | Mandat | Mandat           | Identité            | Nuance | Nuance | Qualité                                                                                        |
| ---------------- | ---------------- | ------ | ---------------- | ------------------- | ------ | ------ | ---------------------------------------------------------------------------------------------- |
| 2015             | 2021             | 2015   | 2017 (démission) | Vincent Bru         |        | MoDem  | Professeur de faculté, maire de Cambo-les-Bains (1995-2017) Député apparenté MoDem depuis 2017 |
| 2015             | 2021             | 2015   | 2021             | Isabelle Pargade    |        | UDI    | Enseignante, maire d'Hasparren depuis 2020                                                     |
| 2015             | 2021             | 2017   | en cours         | Jean-Pierre Harriet |        | DVD    | Agriculteur, maire de Louhossoa                                                                |
| 2021             | 2028             | 2021   | en cours         | Jean-Pierre Harriet |        | DVD    | Conseiller sortant                                                                             |
| 2021             | 2028             | 2021   | en cours         | Isabelle Pargade    |        | UDI    | Conseillère sortante                                                                           |

### Résultats détaillés

#### Élections de mars 2015
À l'issue du 1er tour des élections départementales de 2015, deux binômes sont en ballottage : Vincent Bru et Isabelle Pargade (UDI, 35,41 %) et Frantxa Etcheverry-Cachau et Beñat Inchauspe (Union de la Droite, 24,96 %). Le taux de participation est de 57,41 % (10 077 votants sur 17 553 inscrits) contre 52,8 % au niveau départemental et 50,17 % au niveau national.
Au second tour, Vincent Bru et Isabelle Pargade (UDI) sont élus avec 57,31 % des suffrages exprimés et un taux de participation de 55,62 % (4 927 voix pour 9 767 votants et 17 561 inscrits).
Ancien UDI, Vincent Bru est député apparenté MoDem depuis 2017.

#### Élections de juin 2021
Le premier tour des élections départementales de 2021 est marqué par un très faible taux de participation (33,26 % au niveau national). Dans le canton de Baïgura et Mondarrain, ce taux de participation est de 40,31 % (7 573 votants sur 18 785 inscrits) contre 38,82 % au niveau départemental. À l'issue de ce premier tour, deux binômes sont en ballottage : Jean-Pierre Harriet et Isabelle Pargade (Divers, 53,17 %) et Txomin Hiriart-Urruty et Magali Lartigue (Rég, 35,99 %).
Le second tour des élections est marqué une nouvelle fois par une abstention massive équivalente au premier tour. Les taux de participation sont de 34,36 % au niveau national, 40,13 % dans le département et 42,18 % dans le canton de Baïgura et Mondarrain. Jean-Pierre Harriet et Isabelle Pargade (Divers) sont élus avec 60,44 % des suffrages exprimés (4 535 voix pour 7 925 votants et 18 788 inscrits),,.

## Composition
Le canton de Baïgura et Mondarrain comprend dix communes entières.
| Nom                                     | Code Insee | Intercommunalité  | Superficie (km2) | Population (dernière pop. légale) | Densité (hab./km2) | Modifier                                    |
| --------------------------------------- | ---------- | ----------------- | ---------------- | --------------------------------- | ------------------ | ------------------------------------------- |
| Cambo-les-Bains (bureau centralisateur) | 64160      | CA du Pays Basque | 22,49            | 6 715 (2022)                      | 299                | modifier les données · modifier les données |
| Espelette                               | 64213      | CA du Pays Basque | 26,85            | 2 094 (2022)                      | 78                 | modifier les données · modifier les données |
| Halsou                                  | 64255      | CA du Pays Basque | 5,08             | 605 (2022)                        | 119                | modifier les données · modifier les données |
| Hasparren                               | 64256      | CA du Pays Basque | 77,01            | 7 615 (2022)                      | 99                 | modifier les données · modifier les données |
| Itxassou                                | 64279      | CA du Pays Basque | 39,37            | 2 204 (2022)                      | 56                 | modifier les données · modifier les données |
| Jatxou                                  | 64282      | CA du Pays Basque | 13,95            | 1 258 (2022)                      | 90                 | modifier les données · modifier les données |
| Larressore                              | 64317      | CA du Pays Basque | 10,76            | 2 123 (2022)                      | 197                | modifier les données · modifier les données |
| Louhossoa                               | 64350      | CA du Pays Basque | 7,38             | 871 (2022)                        | 118                | modifier les données · modifier les données |
| Macaye                                  | 64364      | CA du Pays Basque | 19,75            | 594 (2022)                        | 30                 | modifier les données · modifier les données |
| Souraïde                                | 64527      | CA du Pays Basque | 16,86            | 1 489 (2022)                      | 88                 | modifier les données · modifier les données |
| Canton de Baïgura et Mondarrain         | 6403       |                   | 239,50           | 25 568 (2022)                     | 107                | modifier les données                        |

## Démographie
En 2022, le canton comptait 25 568 habitants, en évolution de +6,07 % par rapport à 2016 (Pyrénées-Atlantiques : +3,78 %, France hors Mayotte : +2,11 %).
| 2013   | 2018   | 2022   |
| ------ | ------ | ------ |
| 23 263 | 24 685 | 25 568 |